# Ernst Nadherny
Ernst Julius Johann Franz Freiherr von Nadherny (* 28. Dezember 1885 in Wien, Österreich-Ungarn; † 24. Februar 1966 in Wien, Österreich) war ein österreichischer Schauspieler und Sänger.

## Leben
Ernst Nadherny entstammte der jüngeren Linie des österreichisch-böhmischen Freiherrngeschlechts Nádherný. Sein Vater Franz von Nadherny (1853–1919) war Hofrat im Haus-, Hof- und Staatsarchiv in Wien, die Mutter war Anna geborene Habit (1860–1913). Er erhielt seit seiner Kindheit Klavier- und Gesangsunterricht. Nach dem Gymnasialbesuch in seiner Heimatstadt studierte er Rechtswissenschaften an der Universität Wien. 1910 heiratete er in Hamburg die einer Münchner Kaufmannsfamilie entstammende Martha Merkel (1885–1940). Im Ersten Weltkrieg diente er in der k.k. Armee und schied als Leutnant der Artillerie aus dem aktiven Wehrdienst aus.
Gegen den Willen seiner Familie begann Nadherny in den 1920er Jahren eine Berufslaufbahn als Theaterschauspieler und Operettensänger. Seine erste Filmrolle erhielt er im Alter von 50 Jahren als romantischer Liebhaber im Tagebuch der Geliebten (Regie: Henry Koster). Im selben Jahre unternahm er Tournee durch Italien, wo Goffredo Alessandrini auf ihn aufmerksam wurde und ihn für die Rolle eines österreichischen Barons in seinem Film Cavalleria auswählte. E. W. Emo engagierte ihn für seine Filme Unsterblicher Walzer und Wien 1910; Letzterer widmet sich dem antisemitischen Wiener Bürgermeister Karl Lueger im Geist der NS-Propaganda. 1939 erhielt Nadherny neben Rudolf Wanka eine Rolle in dem deutschen Film Leinen aus Irland. Nach dem Anschluss Österreichs zog sich Nadherny weitgehend in den Ruhestand zurück und ging nach Karlsbad, wo er am städtischen Theater spielte sowie Gastrollen am Theater Pilsen übernahm. Seine Laufbahn wurden durch einen schweren Unfall in Karlsbad unterbrochen, wenig später verstarb zudem seine Frau in Wien. 1941 heiratete er Amalie, genannt Lia, Panholzer (1903–1966). Nadherny ging 1942 nach Wien zurück und übernahm die Stelle des Direktors am Wiener Bürgertheater. Nadherny stand 1944 in der Gottbegnadeten-Liste des Reichsministeriums für Volksaufklärung und Propaganda. Diese Tatsache wird in Nadhernys Memoiren ausgeblendet; dort heißt es, er habe sich Ende 1944 durch das "Himmelsgeschenk eines kleinen Ischias-Anfalls" der Einberufung zum Volkssturm entziehen können und sei später "als waffenuntauglich befunden" worden.
1953 holte ihn Ernst Marischka zum Film zurück, 1954 spielte er neben Romy Schneider eine Nebenrolle im Film Mädchenjahre einer Königin. Im selben Jahre erhielt er seine bedeutendste Filmrolle in Luchino Viscontis Sehnsucht.
Sein Sohn aus erster Ehe, Günther Nadherny (1916–1997), war der letzte männliche Nachkomme der jüngeren Linie des Freiherrngeschlechts Nádherný.
Nadhernys Memoiren wurden 2009 auf der Grundlage eines offenbar bearbeiteten und gekürzten Manuskripts aus dem Nachlass herausgegeben von einer Enkelin und einem Neffen Nadhernys.

## Filmographie
- 1935: Tagebuch der Geliebten
- 1936: Cavalleria
- 1937: Millionäre (dt. Verleihtitel: Ich möcht' so gern mit dir allein sein)
- 1939: Leinen aus Irland
- 1939: Unsterblicher Walzer
- 1939: Hotel Sacher
- 1939: Hochzeitsreise zu dritt
- 1940: Ein Leben lang
- 1942: Wien 1910
- 1944: Schrammeln
- 1953: Der Verschwender
- 1954: Sehnsucht (Senso)
- 1954: Die Perle von Tokay
- 1954: Mädchenjahre einer Königin
- 1957: Scherben bringen Glück
- 1958: Der veruntreute Himmel
- 1960: Schicksals-Sinfonie
- 1963: Ferien vom Ich